# لويجي دي مايو
لويجي دي مايو (بالإيطالية: Luigi Di Maio)‏ من مواليد (6 يوليو 1986) سياسي إيطالي ، شغل منصب وزير الخارجية منذ 2019 حتى عام 2022. وهو أيضا زعيم حركة النجوم الخمسة.

## روابط خارجية
- لويجي دي مايو على موقع IMDb (الإنجليزية)
- لويجي دي مايو على موقع مونزينجر (الألمانية)
- لويجي دي مايو على موقع قاعدة بيانات الفيلم (الإنجليزية)